# Узункьопрю
Узункьопрю (на турски: Uzunköprü) е град в европейската част на Турция, вилает Одрин. Градът е околийски център и община. Разположен е по долното поречие на река Марица, на река Ергене. Преведено от турски език името на града означава дълъг мост.

## История
Името си града дължи на Дългия мост (на турски: Uzun köprü) пресичащ река Ергене. Той е историческа забележителност и емблема на града. Построен е между 1426 г. и 1443 г. от изтъкнатия за времето си архитект Муслихиддин по заповед на османския султан Мурад II. Изграденият от ломени камъни мост има 174 свода, дълъг е 1329 м, ширината му надхвърля 6,80 м. Някои от сводовете са от заострен тип други имат обла форма. Старият каменен мост на Узункьопрю е известен като най-дългия каменен мост в Турция.
В 19 век Узункьопрю е център на Узункьоприйска кааза на Одринския вилает на Османската империя. Според „Етнография на вилаетите Адрианопол, Монастир и Салоника“, издадена в Константинопол в 1878 година и отразяваща статистиката на населението от 1873 Узун кьопрю (Ouzoun keupru) е градче с 489 домакинства и 514 мюсюлмани, 1400 българи и 270 гърци.. Според статистиката на професор Любомир Милетич в 1912 година живеят 183 екзархийски български семейства с 1011 души.
При избухването на Балканската война в 1912 година 12 души от Узункьопрю са доброволци в Македоно-одринското опълчение.
Българското население на Узункьопрю е принудено да се изсели след Междусъюзническата война в 1913 година. Част от бежанците са настанени в село Архиянли. Гръцкото население на града и региона, включително албанци-християни се изселват принудително в Гърция след 1922 г. по силата на гръцко-турския договор за размяна на населението.

## Личности
Родени в Узункьопрю
- Георги Иванов Петков (1905 – 1944), български партизанин[4]
- Георги Сотиров Ламбрев (1897 – 1944), български комунистически деец[4]
- Димитър Стоянов Бояджиев (р. 17 май 1910 - ?), интербригадист[5]
- Иван Попдимитров (1886 – ?), български юрист, в 1915 година завършил право в Софийския университет[6]
- Стоян Илиев Гунчев – Пенчо (1909 – 1944), български партизанин[4]
- Цветко Попов Караджиев (1908 – 1944), български военен деец, подпоручик, загинал през Втората световна война[7]
- Христо Симидов (1884 – ?), български революционер от ВМОРО